# Fritz Straßmann

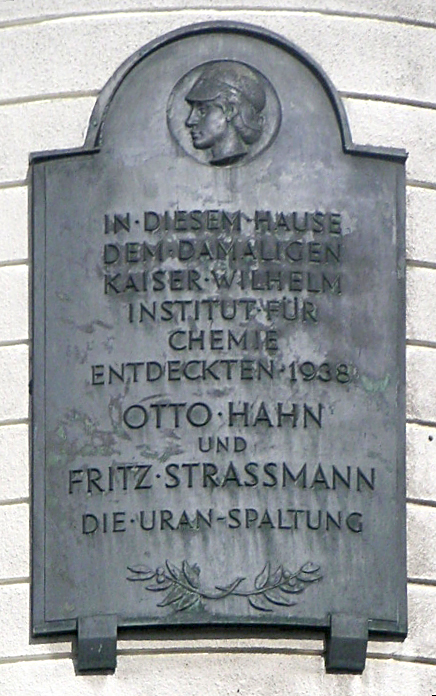

Fryderyk Wilhelm Straßmann (ur. 22 lutego 1902 w Boppard, zm. 22 kwietnia 1980 w Moguncji) – niemiecki chemik, który razem z Otto Hahnem i Lise Meitner w roku 1938 odkrył rozszczepienie jądra uranu. Straßmann jest jedynym niemieckim chemikiem uhonorowanym przez instytut Jad Waszem własnym drzewem w Alei Sprawiedliwych w Muzeum Pamięci Holocaustu w Jerozolimie.

## Życiorys
W roku 1920 rozpoczął studia na wydziale chemii na Politechnice w Hanowerze. W roku 1929 uzyskał doktorat dzięki pracy na temat rozpuszczalności par jodu w kwasie węglowym. Po ukończeniu edukacji zaczął pracować w przemyśle.
Od 1929 roku Straßmann pracował w Instytucie Cesarza Wilhelma w Berlinie-Dahlem. W roku 1933 wystąpił z Niemieckiego Towarzystwa Chemicznego, w proteście przeciw poddaniu go kontroli przez narodowych socjalistów. Straßmann znalazł się na czarnej liście. Hahn i Meitner zatrudnili go jako swego asystenta za niewielkie wynagrodzenie. Podczas II wojny światowej wraz z żoną, Marią Heckter, Straßmann ukrywał przez wiele miesięcy żydowskiego przyjaciela, narażając na niebezpieczeństwo siebie i swojego trzyletniego syna.
Jako chemik analityk uczestniczył w badaniach Otto Hahna i Lisy Meitner nad produktami bombardowania uranu neutronami. W grudniu 1938 roku, współpracując z Hahnem, odkrył wywoływane przez neutrony rozszczepienie jądra uranu. Straßmann studiował także metody określania wieku geologicznego skał z wykorzystaniem rozpadu promieniotwórczego pierwiastków chemicznych.
W roku 1946 został profesorem chemii nieorganicznej na Uniwersytecie Jana Gutenberga w Moguncji, a w roku 1948 – dyrektorem założonego wówczas Instytutu Chemicznego, działającego w ramach Towarzystwa Maxa Plancka. Później utworzył działający do dzisiaj Instytut Chemii Jądrowej Maxa Plancka w Moguncji.
W roku 1957 przyłączył się do manifestu grupy Göttinger 18, która sprzeciwiała się pomysłowi rządu Adenauera, by wyposażyć armię Republiki Federalnej Niemiec w broń jądrową.

## Nagrody i wyróżnienia
Gdy w roku 1944 Otto Hahn otrzymał Nagrodę Nobla za prace nad rozszczepieniem jądra atomowego, pominięto wkład w to odkrycie, jaki wnieśli Straßmann, Lisa Meitner i Otto Frisch.
Hahn i Straßmann nie umieścili nazwiska Lisy Meitner w dokumentach dotyczących badań, gdyż nie chcieli przyznawać się do współpracy z osobą pochodzenia żydowskiego. Straßmann wyraził później uznanie dla kluczowej roli Lisy Meitner w projekcie:
Dzięki jej inicjatywie rozpoczęła się współpraca z Hahnem [...] Łączyła się z nami duchowo ze Szwecji, gdzie przebywała na emigracji... i była duchowym kierownikiem naszego zespołu.
W roku 1966 prezydent Johnson nagrodził Hahna, Meitner i Straßmanna Nagrodą Enrica Fermiego.
Międzynarodowa Unia Astronomiczna na cześć Straßmanna nadała jednej z asteroid nazwę: (19136) Strassmann.